# Олд Мил Крик (Илиноис)
Олд Мил Крик (енгл. Old Mill Creek) град је у америчкој савезној држави Илиноис.

## Демографија
По попису из 2010. године број становника је 178, што је 73 (-29,1%) становника мање него 2000. године.
| Група             | 2000.       | 2010.       |
| Белци             | 218 (86,9%) | 144 (80,9%) |
| Афроамериканци    | 6 (2,4%)    | 8 (4,5%)    |
| Азијати           | 16 (6,4%)   | 8 (4,5%)    |
| Хиспаноамериканци | 6 (2,4%)    | 18 (10,1%)  |
| Укупно            | 251         | 178         |